# 白喉红臀鹎
白喉红臀鹎为鹎科鹎属的鸟类。主要生活于森林、竹林以及开阔的乡间。该物种的模式产地在印度尼西亚爪哇。

## 亚种
- 白喉红臀鹎东南亚种（学名：Pycnonotus aurigaster chrysorrhoides）。在中国大陆，分布于福建、广东、江西等地。该物种的模式产地在澳门。[2]
- 白喉红臀鹎西南亚种（学名：Pycnonotus aurigaster latouchei）。在中国大陆，分布于四川、云南、贵州、广西、湖南等地。该物种的模式产地在越南。[3]
- 白喉红臀鹎华南亚种（学名：Pycnonotus aurigaster resurrectus）。在中国大陆，分布于广东等地。该物种的模式产地在广东硇州岛。[4]

## 保护措施
在中国大陆，白喉红臀鹎被列入国家林业局2000年8月1日发布的《国家保护的有益的或者有重要经济、科学研究价值的陆生野生动物名录》。

## 外部連結
- 白喉红臀鹎 (Pycnonotus aurigaster)鳴聲 （页面存档备份，存于）香港觀鳥會鳥鳴集